# Phytophthora infestans
Phytophthora infestans és un protist fungoide de la classe Oomycetes paràsit de les plantes, que produeix una malaltia coneguda com a míldiu de la patata (o podridura de patates o podriment negre). L'organisme infecta les patateres, tomaqueres, i altres solanàcies, causant importants plagues. Fou la causa principal de la gran fam irlandesa de 1845 a 1849 i de la gran fam escocesa de 1846 a 1857.

## Biologia

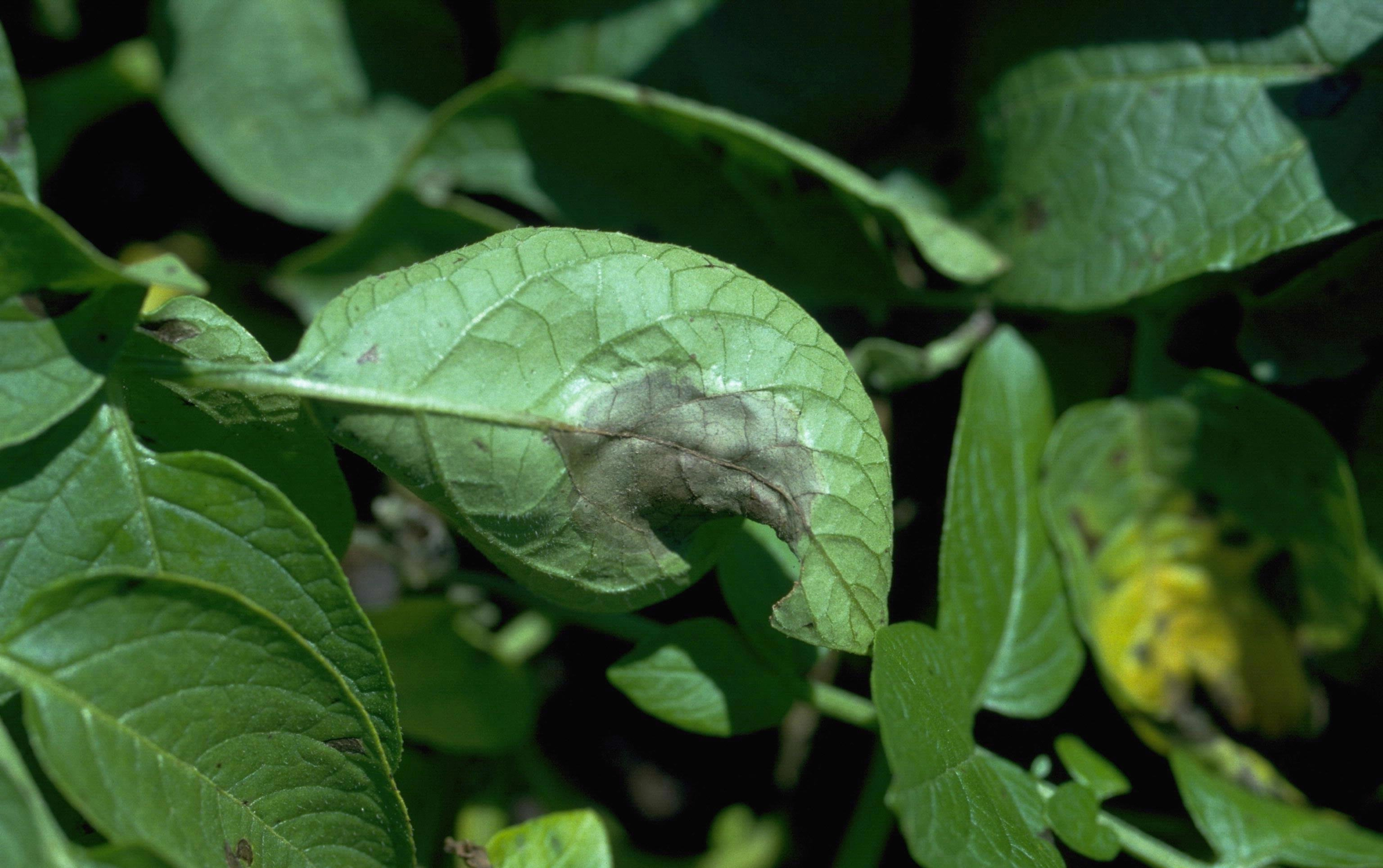
Símptoma en fulla de patata

Les espores d'aquest protist hivernen en els tubercles infectats, i sobretot en els que romanen a terra després de la collita de l'any anterior. P. infestans es propaga ràpidament en condicions càlides i humides. Això pot tenir efectes devastadors en la destrucció de collites senceres. Les espores creixen a les fulles, i s'estenen als cultius quan les temperatures són superiors a 10 °C i la humitat és superior al 75% durant dos dies. La pluja pot endur-se les espores a terra i és allà on infecten els tubercles joves. El vent pot endur-se les espores a quilòmetres de distància.
Les primeres etapes de la plaga passen fàcilment desapercebudes i no totes les plantes en són afectades alhora. Els símptomes inclouen l'aparició de taques fosques a les fulles i seccions de plantes. En condicions d'humitat apareixerà una pols blanca sota les fulles i la planta pot marcir-se completament en poc temps. També apareixen taques negres o grises a la pell dels tubercles infectats, mentre que per la part interior les taques són de color vermell o marronós. Aquests tubercles infectats es podreixen ràpidament per una infestació bacteriana secundària i desprenen molta mala olor. Els tubercles aparentment sans es podriran més tard, en els punts de venda.

## Tractament

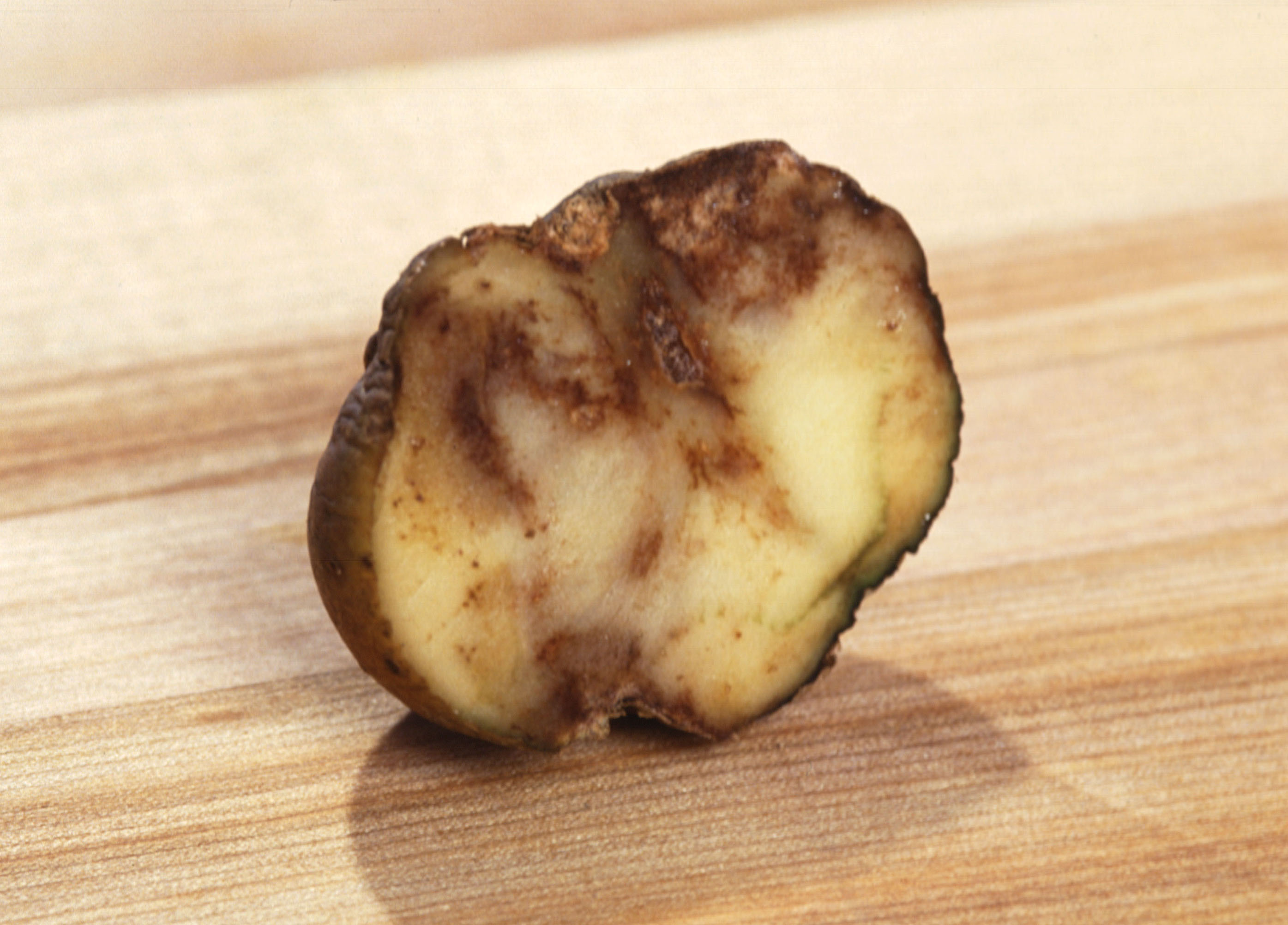
Patates infectades.

Avui en dia P. infestans segueix sent una plaga difícil de controlar. Hi ha moltes opcions a l'agricultura per al control de danys a les fulles i al tubercle. Les patates creixen durant tota la temporada i s'estima que deixen de créixer quan el 75% de les fulles de la planta s'han destruït. Això també s'ha de tenir en compte en els cultius, ja que significa que les plantes no han de ser 100% resistents a la plaga i que no tindrem pèrdues fins que la unitat foliar no estigui destruïda en les seves tres quartes parts.
La plaga pot ser controlada mitjançant la limitació de la font d'infecció. Caldrà plantar llavors de bona qualitat i descartar les patates de la temporada anterior, que poden actuar com a fonts d'infecció.
Com que es coneixen les diverses condicions ambientals de la plaga de P infestans, mitjançant els sistemes de previsió meteorològica es pot detectar si es produiran o no les condicions apropiades per a l'extensió de la plaga, i és llavors quan caldrà fer servir un fungicida. Aquestes condicions són les següents (BLITECAST):
- Un període Beaumont, que és un període de 48h consecutives durant el qual un mínim de 46 de les lectures de temperatura i humitat relativa d'un determinat lloc no han sigut inferiors a 20 °C i a un 75% d'humitat.[6]

- Un període de Smith, que és un període durant el qual hi ha hagut dos dies consecutius en què la temperatura mínima has estat de 10 °C o més i en què com a mínim hi ha hagut una humitat relativa del 90% durant 11 hores al dia.[7]

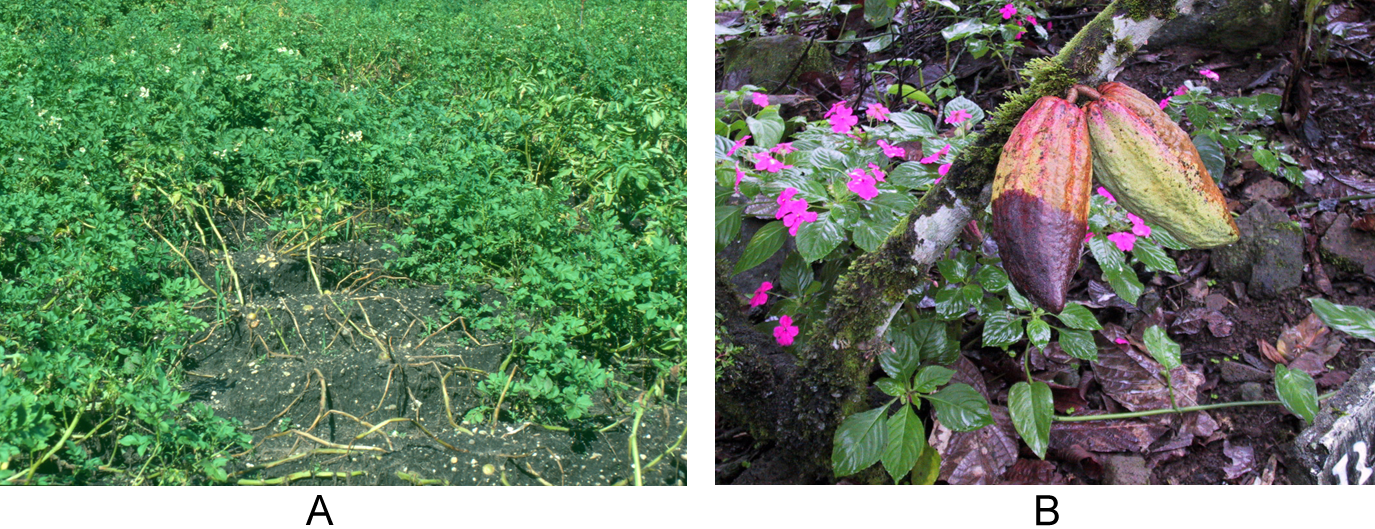
P. infestans en plantes de patata i cacau

Els fungicides per al control de la plaga normalment s'apliquen de forma preventiva, segurament amb relació a les previsions de la malaltia. En varietats de patates susceptibles, a vegades poden ser necessàries aplicacions setmanals de fungidida. L'aplicació primerenca és més eficaç. El metalaxyl és un fungicida que es comercialitza per combatre P. infestans, però es donen greus problemes de resistència quan es comercialitza sol.
La higiene del terreny pot reduir la contaminació, impedint que el patogen es propagui als tubercles. Això normalment involucra el sól o mantell apilat al voltant de les tiges de la patatera. També poden destruir-se les fulles mitjançant herbicida o cremant-les amb àcid sulfúric unes dues setmanes abans de la collita.

## Varietats de la patata
La majoria de les varietats primerenques són molt fràgils i vulnerables. Per tant, amb la finalitat que la collita maduri abans que comenci la plaga (normalment al juliol), es planten molt aviat. Moltes varietats antigues com ara la patata King Edward són també molt susceptibles, però es cultiven perquè tenen molta sortida comercial.
Entre les principals varietats que desenvolupen la malaltia molt lentament hi ha: Cara, Stirling, Teena, Torridon i Remarka Romano. Algunes de les anomenades variants resistents poden resistir algunes varietats de la plaga i no altres, per la qual cosa el rendiment d'aquest tipus de plantes varia segons les condicions. Aquests cultius tendeixen a tenir una resistència poligènica inherent.